# Glossar zur chinesischen Textkritik
Dies ist ein Glossar zur chinesischen Textkritik.
Das im steten Aufbau begriffene Glossar zur traditionellen chinesischen Textkritik und ihrem Umfeld hat seinen Schwerpunkt auf Arbeiten und Studien zur Authentizität und zum Verständnis früher bzw. 'klassischer' chinesischer Texte und bezieht bevorzugt neben den termini technici im engeren Sinne Hinweise auf chinesische (sprachwissenschaftliche) Werke und ihre Verfasser mit ein, insbesondere auch zur Phonologie. Das Glossar ist weit gefasst und enthält sowohl Sachbegriffe als auch Hinweise auf Werke, Autoren, Herausgeber und andere themenrelevante Begriffe.

## Kurzeinführung
Westliche Gelehrte wie Paul Thompson (1931–2007), Harold D. Roth (1949–) und William G. Boltz beispielsweise sind drei der bekannteren Personen neuerer Zeit, die sich eingehend mit frühchinesischer Textkritik und Texten beschäftigt haben. Die Übersetzungen der chinesischen Klassiker des britischen Sinologen Arthur Waley (1889–1966) (Book of Songs, Analects, Mencius (Anmerkungen zur Legge-Übersetzung), Tao-tê-king usw.) bereits haben weitgehend versucht, die chinesische Textkritik (insbesondere aus der Qing-Zeit) mit einzubeziehen. Der französische Gelehrte Stanislas Julien (1797–1873), einer der bedeutendsten Kenner der chinesischen Sprache und Literatur, machte bereits in seinem Buch Syntaxe nouvelle de la langue chinoise auf die Qualitäten des chinesischen Textkritikers Wang Yinzhi (1766–1834) und dessen Jingzhuan shici aufmerksam.
Die Methoden kritischer Philologie wurden beispielsweise für den Text des Lunyu (Gespräche des Konfuzius) zuerst von Qing-zeitlichen Gelehrten wie Ruan Yuan (1764–1849), Wang Niansun (1744–1832), Wang Yinzhi (1766–1834), Yu Yue (1821–1907) angewandt. Arthur Waley merkte seinerzeit zu seiner Übersetzung an, dass der einzige europäische Verfasser, der diese einheimischen Studien zu irgendeinem Zweck verwendet habe, Édouard Chavannes gewesen sei, in seiner Behandlung der Konfuzius-Biographie in den Mémoires Historiques (Bd. V), seiner Übersetzung des Shiji von Sima Qian.
Es wurde auch bereits angemerkt, dass die „chinesische Textkritik ein äußerst schwieriges, komplexes und kaum überschaubares Terrain ist, das nur Spezialisten zugänglich ist“.
Der russische Gelehrte W. M. Alexejew merkte zu dem weiten Themenfeld an:

„Die Textgeschichte der Klassiker und ihnen im Geist verwandter Bücher (z.B. das „Shiji“) wurde von den Chinesen mit der größten Gewissenhaftigkeit aufgezeichnet. Das Verständnis eines chinesischen Textes ohne die chinesische Wissenschaft ist nicht möglich, ohne sie kann man nicht auskommen. (Aber bei griechischen Texten geht es auch ohne die griechische Wissenschaft, ebenso bei lateinischen, arabischen, persischen Texten, von der Ägyptologie ganz zu schweigen!)“

Und William H. Baxter sagte zu den Qualitäten der Qing-Gelehrten:

„The Qing scholars had a knowledge of classical texts which is impossible for a modern scholar to equal. As part of their education, they simply memorized the essential texts, including the Shijing. This enabled them to make connections and comparisons within the classical corpus which are beyond even the best-read modern scholars. Even with our concordances and, eventually, computerized access to the texts, we will not been able to match the erudition of a Duan Yucai or Wang Niansun. The works of these scholars are a seemingly inexhaustible source of insightful ideas and observations which continue to enrich modern work. It is quite right that we should view forebears with respect and even awe.“

Erhellende Einsichten in die Arbeitsweise der traditionellen chinesischen Textkritik liefert der Gelehrte Wang Shumin. Wang Shumin ist der Verfasser zweier Aufsätze, worin er 90 bzw. 122 Fehlerarten in der Geschichte der chinesischen Textüberlieferung freilegt und dabei souverän mit den aus der traditionellen chinesischen Textkritik gewonnenen Erkenntnissem, insbesondere denen aus der Qing-Zeit, umgeht.
Ein besonders eingehendes Studium erfuhren die verschiedenen klassischen philosophischen Werke des Konfuzianismus (vgl. Shisan jing und Shisan jing zhushu) und Daoismus (Daodejing, Zhuangzi, Liezi, auch Huainanzi), aber auch zahlreiche Beispiele zu Textkritik der Texte aus dem Legalismus und anderer bedeutender Schulen sind vorhanden, wobei das vorliegende Glossar einige der wichtigsten Arbeiten (und Verfasser) integriert hat.
Den einzelnen Buchtiteln der Bibliographie des Hanyu da zidian (HYDZD) beispielsweise ist in puncto früher chinesischer Texte unter anderem auch die Terminologie vieler textkritischer Werke zu entnehmen.
Das Glossar ist alphabetisch sortiert, zumeist nach chinesischen Begriffen, es wurden aber auch deutsche Begriffe mit Querverweisen eingebaut. Bei bereits vorhandenen Artikeln in der deutschsprachigen Wikipedia wird auf weitergehende Erklärungen im Glossar verzichtet.

## Glossar
Hinweis: Hauptquelle bzw. hauptsächliche Inspirationsquelle sind a) die beiden Arbeiten zu den 90 bzw. 122 Fehlerarten von Wang Shumin, die einen einzigartigen Einblick in die Tiefen (und Untiefen) der chinesischen Textkritik und -überlieferung anhand anschaulich zitierter Textpassagen bzw. -varianten verschiedener Quellen liefern, insbesondere des Zhuangzi; b) verschiedene Zhuangzi-Ausgaben; c) die Leipziger Dissertation von Lin Yutang zur Lautlehre (s. a. Zhu Junsheng 朱骏声: Shuowen tongxun dingsheng 说文通训定声). - Abkürzungen wie zum Beispiel „HYDZD 87“ verweisen auf die Nummer in der cum grano salis weitgehend chronologisch sortierten Bibliographie des chinesischen Standardwerkes Hanyu da zidian (hier das Shuowen jiezi 说文解字 von Xu Shen 许慎). Einige der Begriffe sind mehrfach aufgeführt, z. B. steht Daozang (道藏) im Glossar sowohl unter „Daoistischer Kanon“, „Taoistischer Kanon“ als auch dem chinesischen Wort (d. h. Daozang, ohne Pinyin). Eine wichtige Rolle in der chinesischen Textkritik spielt auch der Vergleich der klassischen Texte mit Einträgen in den Leishu, wovon ebenfalls verschiedene genannt sind. Die Abkürzung „ChK“ verweist auf Einträge der Webseite Chinaknowledge.

### A
- Abkürzungen

Beispiele:
ChK: Huang-Qing jingjie 皇清經解 = Chinaknowledge (Ulrich Theobald) mit dem entsprechenden Werk (hier: Huang Qing jingjie)
HYDZD 87 = Eintrag Nr. ... in der Bibliographie des Hanyu da zidian mit weiterführenden Hinweisen (hier: Nr. 87). - Das Hanyu da zidian orientiert sich in seinen Notizen zur Phonetik weitgehend an Qing-zeitlichen Werken, wie z. B. dem Shuowen tongxun dingsheng 说文通训定声 von Zhu Junsheng 朱骏声.
Abkürzungen:

CH = Cihai
ChK = Chinaknowledge
CY = Ciyuan
DZ = Daozang (Daoistischer Kanon)
ECCP = Eminent Chinese of the Ch'ing Period
ECT = Early Chinese Texts
HQJJ = Huang Qing jingjie
HQJJXB = Huang Qing jingjie xubian
HY (-Index) = Harvard-Yenching-Index
HYDCD = Hanyu da cidian
HYDZD = Hanyu da zidian
SBBY = Sibu beiyao
SBCK = Sibu congkan
SKQS = Siku quanshu
T = Taishō (Chinesischer buddhistischer Kanon)
ZHSJ = Zhonghua shuju
ZZJC = Zhuzi jicheng
u. a.

### B
- Bai-Kong liutie 白孔六帖 (= Baishi liutie 白氏六帖 und Kongshi liutie 孔氏六帖, d. h. das Leishu von Bai Juyi und Kong Chuan) (ChK: Baishi liutie shilei ji 白氏六帖事類集)
- Baishi liutie 白氏六帖, Leishu von Bai Juyi (白居易) aus der Tang-Dynastie (ChK: Baishi liutie 白氏六帖)
- Baitie 白帖 (siehe auch unter Bai-Kong liutie 白孔六帖)
- Baojingtang congshu 抱经堂丛书, von Lu Wenchao (1717-1795) zusammengestellt (ChK: Baojingtang congshu 抱經堂叢書)
- Baopuzi 抱朴子, Ge Hong 葛洪
- Beishan lu 北山录, Shenqing 神清
- Beitang shuchao 北堂书钞 (HYDZD 285), ein von Yu Shinan 虞世南 (558–638) zusammengestelltes Leishu
- bihui 避諱 / 避讳,  bìhuì tabuisierter Namen
- Bi Yuan 毕沅 (1730–1797)
- buming wenyi 不明文义 unklare Textbedeutung
- bushu 补疏 ergänzender Subkommentar

### C
- caoshu 草書 / 草书,  cǎoshū Gras- oder Konzeptschrift (der chinesischen Kalligraphie); kursorische Schnellschrift
- Cefu yuangui 册府元龟, Wang Qinruo 王钦若 (HYDZD 652)
- Chen Bixu 陈碧虚 (1024–1094; das ist: Chen Jingyuan 陈景元): Quewu bzw. Zhuangzi quewu 庄子阙误 (Daozang 道藏)
- Chen Di 陳第 (1541–1617)
- Chen Guying 陈鼓应 (1935–), Zhuangzi jinzhu jinyi 庄子今注今译 (ZHSJ, 1983; Victor H. Mair stützt sich auf diese Ausgabe)
- Chen Li 陳澧 (1810–1882), i.e. Chen Lanfu 陳蘭甫
- Cheng Xuanying 成玄英, Zhuangzi-Subkommentar (shu)
- Chen Yinke 陳寅恪 (1890–1969), Historiker und Textkritiker, für seine Arbeit zur chinesischen Geschichte und Kultur bekannt
- Chuxue ji 初学记, Xu Jian 徐坚 u. a., Tang-Dynastie (HYDZD 324)
- chuanxie 傳寫 / 传写,  chuánxiě eine Abschrift eines Textes anfertigen
- Chunqiu Gongyang zhuan 春秋公羊传
- Chunqiu Guliang zhuan 春秋谷梁传
- Chunqiu Zuo zhuan 春秋左传
- Chushi taowu 楚史檮杌
- Citong 辞通 von Zhu Qifeng 朱起凤, erklärt Varianten und Synonyme unterschiedlicher Wörter in alten Büchern
- Congshu jicheng 叢書集成 / 丛书集成 (ChK: Congshu jicheng 叢書集成)

### D
- Dai Dongyuan 戴東原, das ist Dai Zhen 戴震
- Dai Wang 戴望, Guanzi jiaozheng 管子校正 (ZZJC, ZHSJ)
- Dai Zhen 戴震 (1724–1777)
- Daoistischer Kanon (道藏 Dàozàng)
- Dong Tonghe 董同龢,  Dǒng Tónghé,  Tung Tung-ho (1911–1963)
- Daozang 道藏 Dàozàng = Daoistischer Kanon; Taoistischer Kanon
- Dreizehn Klassiker (abgekürzt mit: Shi 诗, Shu 书, Yi 易, Li 礼, Chunqiu 春秋, Yili 仪礼, Gongyang zhuan 公羊传, Guliang zhuan  谷梁传, Zuo zhuan 左传, Xiaojing 孝经, Lunyu 论语, Erya 尔雅, Mengzi 孟子) - Die Werke Zhouyi 周易, Shangshu 尚书, Maoshi 毛诗, Chunqiu 春秋 und Liji 礼记 werden seit der Han-Zeit die Fünf Kanonischen Werke, Wujing 五经, genannt. In antiken Texten wird von den Sechs Kanonischen Schriften, Liujing 六经, gesprochen: Shi 诗, Shu 书, Li 礼, Yue 乐, Yi 易, Chunqiu 春秋.
- Deng Xizi 邓析子 (HYDZD 20)
- die 疊 / 叠,  dié Wiederholung; Verdopplung (eines Schriftzeichens)
- Du Daojian 杜道堅 / 杜道坚 (1237–1318): Wenzi zuanyi 文子纘義
- Dushu zazhi 讀書雜志 / 读书杂志 von Wang Yinzhi
- Duan Yucai 段玉裁 (1735–1815), Shuowen jiezi zhu 说文解字注
- Dunhuang 敦煌, siehe auch Dunhuangologie

### E
- ECCP = Eminent Chinese of the Ch'ing Period, biographisches Nachschlagewerk für die Zeit der Qing-Dynastie
- ECT = Early Chinese Texts (Michael Loewe, ed.), Sammelwerk zur Textgeschichte früher chinesischer Texte
- Erya 爾尔 / 尔雅 (HYDZD 44)
- Erya zhu 尔雅注, Guo Pu 郭璞 (276–324)
- Erya yi 尔雅翼, Luo Yuan 罗愿 (1136–1184)

### F
- Fang Xuanling 房玄龄 (579–648), Guanzi-Kommentar (zhu)
- Fayuan zhulin 法苑珠林 Perlenhain im Garten des Gesetzes, Daoshi 道世 (T 2122; Sibu congkan)
- Fanyi ming yiji 翻译名义集, (Südliche Song-Dynastie) Fayun 法云 (1087-1158)

### G
- Gao Ming 高明
- Gaoshi zhuan 高士传 von Huangfu Mi (3 juan), Jin-Dynastie
- Gao Sisun 高似孙 (12. Jhd.), Zilüe 子略
- Gao You 高誘 Spätere Han-Dynastie (25–220), (spätes 2. Jhd.): Lüshi chunqiu zhu 呂氏春秋注
- Gu Guangqi 顾广圻 / 顧廣圻 (1766–1835), Hanfeizi zhiwu / Hanfeizi shiwu 韩非子识误
- Gu Jiegang 顾颉刚 (1893–1980), siehe auch Zweifel-am-Altertum-Schule (疑古派)
- Gu Yanwu 顾炎武 (1613–1682): Rizhi lu (HYDZD 2128)
- Guyi congshu 古逸丛书, von Li Shuchang 黎庶昌 1882–1884 zusammengestellt
- Guan Feng 關鋒 (1919–2005)
- Guanzi 管子
- Guangya 廣雅 / 广雅,  Guǎngyǎ,  Kuang Ya, Zhang Yi 張揖/张揖
- Guangya shuzheng 广雅疏证 von Wang Niansun 王念孙
- Guangyun 广韵 (HYDZD 648)
- Gujin yunhui juyao 古今韵会举要 / 古今韻會舉要  von Xiong Zhong 熊忠
- Guo Qingfan 郭庆藩 (1844-1896): Zhuangzi-Ausgabe (angemerkte Ausgabe, die für den Harvard-Yenching Sinological Index benutzt wurde)
- Guoyu 國語 / 国语,  Guóyǔ (Gespräche / Reden aus den Staaten )
- guwen 古文,  gǔwén ① klassische chinesische Prosa ② Vor-Qin-Schrift (antike chinesische Schriftform)
- guyun 古韵,  gǔyùn alte Reime
- Guo Xiang 郭象, Zhuangzi-Kommentar (zhu)

### H
- Hai lu sui shi 海录碎事
- Han Fei 韩非 (3. Jhd. v. u. Z.), legalistischer Philosoph
- Han Feizi 韩非子
- Han Ying 韩婴, Hanshi waizhuan 韩诗外传
- Hanshi waizhuan 韩诗外传, Han Ying 韩婴 (HYDZD 54)
- Han-Wei congshu 汉魏丛书 (ChK: Han-Wei congshu 漢魏叢書)
- Hanwen 漢文 / 汉文,  Hànwén ① geschriebenes/literarisches Chinesisch ② chinesische Sprache/Literatur
- Hebi shilei 合璧事类 (ChK: Hebi shilei beiyao 合璧事類備要)
- Heguanzi 鹖冠子 (Meister Heguan)
- Hong Liangji 洪亮吉 (1746–1809)
- Hongwu zhengyun 洪武正韻 Korrekte Reime aus der Hongwu-Herrschaft (1368-1398) der Ming-Zeit (1368-1644), kurz Zhengyun  (ChK: Hongwu zhengyun 洪武正韻)
- Hu Kejia 胡克家 (1757–1816), Wenxuan kaoyi 文選考異
- Hu Shi 胡适 (1891–1962), bedeutender Intellektueller, auch Textkritiker
- huai 壞 / 坏,  huài verderbt (ein Bestandteil eines Zeichens)
- Huang Kan 黄侃 (1886–1935)
- Huang Qing jingjie 皇清經解 (Klassische Kommentare der Qing-Dynastie), enthält viel der besten Arbeit der Gelehrten des 18. und 19. Jahrhunderts (ChK: Huang-Qing jingjie 皇清經解)
- Huang Qing jingjie xubian 皇清經解續編, Fortsetzung des Huang Qing jingjie (ChK: Huang-Qing jingjie xubian 皇清經解續編)
- Huang Yizhou 黃以周
- Huangfu Mi 皇甫謐 (215–282): Gaoshi zhuan 高士传
- HY (-Index) = Harvard-Yenching Institute Sinological Index Series

### I
[kein Eintrag]

### J
- jian 簡 / 简 Bambustäfelchen
- Jiang Yong 江永 (1681–1762): Guyun biaozhun 古韻標準 (Standards alter Reime)
- jiaokan 校勘,  jiàokān Texte zusammenstellen; vergleichen, um die richtige Version zu ermitteln
- jiaokanji 校勘記, kritischer Apparat (Zusammenstellung) (ChK: jiaokanji 校勘記, critical apparatus (collation))
- Jiao Xun 焦循 (1763–1820), Mengzi zhengyi 孟子正义 / 孟子正義
- jijie 集解,  jíjiě gesammelte Erklärungen/Kommentare
- jiajiezi 假借字,  jiǎjièzì jiajie-Zeichen (die Lehnschreibung [homophone Schriftzeichen für Begriffe mit anderer Bedeutung])
- Jiyun 集韵/集韻 (HYDZD 667) von Ding Du 丁度 (990–1053)
- jiaozheng 校正,  jiàozhèng Korrekturlesen und korrigieren; berichtigen
- Jiao Hong 焦竑 (1541–1620), Zhuangzi yi 庄子翼
- Jingdian shiwen 经典释文 von Lu Deming 陆德明 (Zhouyi 周易, Shangshu 尚书, Maoshi 毛诗, Zhouli 周礼, Yili 仪礼, Liji 礼记, Chunqiu Zuo zhuan 春秋左传, Chunqiu Gongyang zhuan 春秋公羊传, Chunqiu Guliang zhuan 春秋谷梁传, Xiaojing 孝经, Lunyu 论语, Laozi 老子, Zhuangzi 庄子, Erya 尔雅)
- Jingji zuangu 经籍纂诂 von Ruan Yuan 阮元 (1764–1849)
- Jingyi shuwen 经义述闻 / 經義述聞 von Wang Yinzhi 王引之 (1766–1834)
- Jingzhuan shici 经传释词,  Jīngzhuàn shìcí von Wang Yinzhi
- Jinxiu wanhua gu 锦绣万花谷 / 錦繡萬花谷 (ChK: Jinxiu wanhua gu 錦繡萬花谷)
- Jizuan yuanhai 记纂渊海 / 記纂淵海, von Pan Zimu 潘自牧 in der Zeit der Südlichen Song-Dynastie zusammengestelltes Leishu (Enzyklopädie)
- Stanislas Julien (1797–1873), einer der bedeutendsten westlichen Kenner der chinesischen Sprache und Literatur, er integrierte beispielsweise Übersetzungen einiger von Wang Yinzhis Diskussionen über Partikel aus dessen Jingzhuan shici in seinem Buch Syntaxe nouvelle de la langue chinoise fondée sur la position des mots, suivie de deux traités sur les particules et les principaux termes de grammaire, d’une table des idiotismes, de fables, de légendes et d’apologues, traduits mot à mot par Stanislas Julien. Paris : Imprimerie nationale.
- judu 句讀 / 句读,  jùdú Interpunktion
- juan 卷,  juàn Band; Rolle, Buch

### K
- kaoju 考據 / 考据,  kǎojù Textforschung (betreiben)
- Kaozheng (考證;), kaojuxue 考據學 / 考据学,  kǎojùxué Textkritik
- Kongcongzi 孔丛子 (HYDZD 129)
- Kong Guangsen 孔广森 (1753–1786)
- Kong Yingda 孔颖达 (574–648)
- Kongzi 孔子,  Kǒngzǐ Konfuzius
- Kozanji-Manuskript des Zhuangzi 高山寺《庄子》

### L
- Laozi 老子 (HYDZD 13)
- Leiju 类聚 = Yiwen leiju 艺文类聚 (HYDZD 287)
- Leilin chinesisch 類林 / 类林, Pinyin Lèilín (Kategorienwald)
- Leishu 類書 / 类书,  lèishū Nachschlagewerke, geordnet nach Kategorien; Enzyklopädien[11] (z. B. Yiwen leiju, Beitang shuchao, Chuxue ji, Taiping yulan, Cefu yuangui, Yuhai u. a.)
- Li Shan 李善 (gest. 689), Wenxuan-Kommentar (Li Shan zhu)
- Li Shizhen 李时珍, Bencao gangmu 本草纲目
- Li Xueqin 李学勤/李學勤 (1933-2019), Historiker und Philologe, der sich auf Textkritik und Paläographie spezialisiert hat
- Liang Qixiong 梁启雄 (1900–1965), Xunzi jianshi 荀子简释
- Liang Yusheng 梁玉绳 (1745–1819)
- Liezi 列子 (HYDZD 128), Kommentar (zhu) von Zhang Zhan
- Liezi jie 列子解, Liezi-Kommentar von Lu Chongxuan 庐重玄 / Lu Chongyuan 卢重元 (8. Jhd.)
- Liji 礼记 (HYDZD 57)
- Lin Xiyi 林希逸, Zhuangzi kouyi 庄子口义, Zhuangzi-Ausgabe im Daoistischen Kanon (Daozang)
- Lin Yidu 林疑独 = Lin Zi 林自
- Lin Yutang 林语堂 (1895–1976): „Zur altchinesischen Lautlehre“ (Leipzig, Diss. 1923), Lin Yutang. Studium und Promotion. Von Jena nach Leipzig
- lishu 隸書 / 隶书,  lìshū lishu-Schrift (eine von der xiaozhuan-Schrift herrührende, vereinfachte Kanzleischrift, die in der Han-Dynastie gebräuchlich war)
- Liuchen zhu Wenxuan 六臣注文选/六臣注文選 (sechs Kommentare zum Wenxuan)
- Liu Ji 刘绩
- Liujing 六經 / 六经,  Liùjīng (Sechs Klassiker des Konfuzianismus): Buch der Lieder (Shijing 詩經), Buch der Urkunden (Shangshu 尚書), Buch der Riten (Liji 禮記),  Buch der Musik (Yueji 樂記), I-Ging (Yijing 易經) und Frühlings- und Herbstannalen (Chunqiu 春秋), abgekürzt: Shi 诗, Shu 书, Li 礼, Yue 乐, Yi 易, Chunqiu 春秋.
- Liu Shipei (1884–1919) Yanzi chunqiu bushi 晏子春秋补释
- Liushu shiyi 六書實義  (Die wahre Bedeutung der sechs Arten von (chinesischen) Zeichen), siehe auch Sechs Kategorien chinesischer Schriftzeichen (六書 / 六书, liùshū)
- Liutie 六帖, Bai Juyi (772-846), fortgeführt von Kong Chuan 孔传 (12. Jhd.)
- Liu Wendian 刘文典 (1889–1958): Huainan honglie jijie 淮南鸿烈集解 (Wanyou wenku 万有文库)
- Lu Chongxuan 庐重玄 / 盧重玄 (8. Jhd.), Liezi jie 列子解 (= Lu Chongyuan 卢重元)
- Lu Chongyuan 卢重元 (Tang-Zeit), Kommentator des Liezi (= Lu Chongxuan 庐重玄)
- Lu Deming 陆德明 (ca. 550–630), konfuzianischer Gelehrter und Philologe aus der Zeit der Tang-Dynastie, Verfasser des Jingdian shiwen 经典释文
- Lü Huiqing 吕惠卿 (1032-1111), Zhuangzi yi 庄子义 bzw. jie 解 bzw. zhu 注
- Lu Wenchao 卢文弨 (1717–1795), Qunshu shibu 群书拾补 (Textanmerkungen zu verschiedenen Büchern)
- Lüshi chunqiu 吕氏春秋 (HYDZD 30)
- Lüshi chunqiu-Kommentar (zhu) von Gao You 高诱
- Lunheng 论衡 (HYDZD 86) (Übersetzung von Alfred Forke)
- Lunyu 论语 Gespräche des Konfuzius
- Luo Miandao 罗勉道 (ca. 1240–1300), Nanhua zhenjing xunben 南华真经循本 (Daozang)

### M
- Ma Duanlin 马端临 (1245–1322), Wenxian tongkao 文献通考
- Ma Guohan 馬國翰 / 马国翰 (1794–1857)
- Ma Xulun 马叙伦 (1884–1970), Zhuangzi yizheng 庄子义证
- Mao Kun 茅坤 (1512–1601)
- Maoshi 毛诗 Buch der Lieder in Maos Version
- Mengzi 孟子 Mencius
- Miao Kui 苗虁 (1783–1857)
- Mo Xizi 默希子 (ca. 760–841), Tongxuan zhenjing 通玄真經
- Mozi 墨子 (HYDZD 8), von Mo Di (墨翟,  Mò Dí (480?-400), pazifistischer Philosoph, auch bekannt als Mozi (Micius), siehe auch Sun Yirang, Yu Yue, Alfred Forke (Übers.)

### N
- Nanhua zhenjing Yihai zuanwei 南華真經義海纂微 von Chu Baixiu 褚伯秀 im Daoistischen Kanon (Daozang)

### O
- orthodoxe Auslegung zhengyi 正義

### P
- Peiwen yunfu (佩文韻府 / 佩文韵府,  Pèiwén yùnfǔ) (PWYF) (ChK: Peiwen yunfu 佩文韻府 and Yunfu shiyi 韻府拾遺)
- Peng Hao 彭浩 (1944–)
- Pi Xirui 皮錫瑞 / 皮锡瑞 (1850–1908), konfuzianischer Gelehrter, als  Philologe mit der Neutextschule der Klassiker verbunden
- pianpang (偏旁,  piānpáng) Komponenten der Schriftzeichen

### Q
- Qimin yaoshu 齊民要術 (6. Jhd.)
- Qian Daxin 钱大昕 (1728–1804), prominenter Textkritiker der Qing-Dynastie
- Qian Mu 錢穆 (1895–1990), Xian Qin zhuzi xinian 先秦諸子繫年 (Lebensdaten der Philosophen vor der Qin-Zeit)
- Qiu Xigui 裘錫圭 (1935–2025)
- Qian Xuantong 钱玄同 (1887–1939)
- Qian Yi 钱绎: Fangyan jianshu 方言笺疏
- Qieyun 切韻,  Qièyùn (601), ein Reimwörterbuch aus der Zeit der Sui-Dynastie
- Quewu 闕誤 / 阙误,  Quēwù = Zhuangzi quewu 莊子闕誤 von Chen Bixu
- Qunshu shibu 群书拾补 (Textanmerkungen zu verschiedenen Büchern, die Lu Wenchao im Laufe seines Lebens aus Texten von mehreren hundert Werken sammelte)
- Qunshu zhiyao 群书治要, Wei Zheng 魏徵 (HYDZD 292)

### R
- Ruan Yuan 阮元 (1764–1849), Shisan jing zhushu (Komp.); Jingji zuangu 经籍纂诂 (Zusammenstellung von Glossen zu den Wörtern in den Klassikern)

### S
- Sanguo zhi 三国志 (Chroniken der Drei Reiche)
- Schriftformen: guwen (古文) die antike chinesische Schriftform (vor der Qin-Dynastie); zhouwen (籀文 zhòuwén) die große Siegelschrift (in der Zhou-Dynastie, etwa 11. Jh. - 256 v.u. Zeit): [xiao] zhuanwen ([小]篆文): [Kleine] Siegelschrift; lishu (隶书): von der xiaozhuan-Schrift (wen) herrührende, vereinfachte Kanzleischrift, die in der Han-Dynastie gebräuchlich war; caoshu (草书): Konzeptschrift (der chinesischen Kalligraphie), kursorische Schnellschrift; sushu (俗书) populäre, unorthodoxe Schreibweisen (nicht nur) durch Laien
- shan 删[刪] shān streichen; auslassen (Text)
- Shangjunshu 商君書
- Shangshu 尚书
- shangxiawen 上下文,  shàngxiàwén Kontext
- shen 審 / 审,  shěn untersuchen; prüfen (z. B. den Kontext)
- shengwu 声误 Aussprachefehler bzw. (besser) Lautfehler
- shi 失 shī verloren (gegangen)
- Shidetang 世德堂 -Ausgabe des Zhuangzi (war nach H. D. Roth (Chuang tzu, in: ECT, S. 61) die Grundlage für 37 nachfolgende Ausgaben, darunter die des Sibu congkan und Sibu beiyao)
- Shiji 史记 (Sima Qian)
- Shilei fu 事类赋, Wu Shu 吴淑 (947–1002), Song-Dynastie  # Shilei fu zhu 事類賦註
- Shipin 诗品 von Zhong Rong 钟嵘 (469-518)
- Shisan jing 十三经 (siehe unter Dreizehn Klassiker)
- Shisan jing zhushu 十三经注疏 (Kommentare und Subkommentare zu den Dreizehn Klassikern)
- Shishuo xinyu 世说新语 (HYDZD 195)
- Shiwen 释文, kurz für Jingdian shiwen 经典释文 (Erklärung der Klassiker) von Lu Deming 陆德明 (ca. 550–630)
- Shiwen leiju 事文類聚 (ChK: Shiwen leiju 事文類聚)
- Shisan jing zhushu 十三经注疏 (Kommentare und Subkommentare zu den Dreizehn Klassikern)
- Shizi 尸子,  Shīzǐ (Schriften des Meisters Shi), aus der Zeit der Streitenden Reiche
- shu 疏 shū Subkommentar / Unterkommentar, siehe auch zhushu 注疏 zhùshū
- Shuofu 说郛
- Shuowen jiezi 说文解字, kurz Shuowen 说文, von Xu Shen 许慎
- Shuowen tongxun dingsheng 说文通训定声 / 說文通訓定聲 von Zhu Junsheng 朱骏声 (1788–1858), ein Wörterbuch nach beinahe etymologischen Prinzipien. Angegeben sind unter jedem Wort u. a. Zeichenbildungslehre; ursprüngliche Bedeutung; Bedeutungswandel; entlehnter Gebrauch; Laut- und Bedeutungsangaben; Lautwandel. Am Schluss ist sein System von altchinesischen Reimgruppen Gujin leizhun enthalten. (vgl. Baidu Baike)
- Shuoyuan 说苑, Liu Xiang 刘向
- Shuzhi Xi Zheng zhuan 蜀志·郤正传, siehe Sanguo zhi 三国志 (Chroniken der Drei Reiche)
- Sibu beiyao 四部备要 (congshu), Abk. SBBY
- Sibu congkan 四部丛刊 (congshu), Abk. SBCK
- Siku quanshu Sìkù quánshū / 四库全书
- Siku quanshu zongmu tiyao Sìkù quánshū zǒngmù tíyào / 四库全书总目提要
- Sima Biao 司馬彪 / 司马彪: Zhuangzi zhu 莊子注
- Sima Xiangru zhuan (Hanshu)
- Song Huizong 宋徽宗 (1082-1135), Chongxu zhide zhenjing yijie 沖虛至德真經義解 (Liezi yijie 列子义解)
- Song si da shu 宋四大书 / 宋四大書 (Vier große Bücher der Song-Dynastie): Taiping yulan 太平御覽, Taiping guangji 太平廣記, Wenyuan yinghua 文苑英華, Cefu yuangui 冊府元龜
- Suishu 隋书 Geschichte der Sui-Dynastie
- Suishu jingjizhi 隋书经籍志 Bücherkatalog des Suishu
- Sun Xingyan 孙星衍 (1753–1818), Yanzi chunqiu yinyi 晏子春秋音义
- Sun Yirang 孫詒讓 / 孙诒让,  Sun I-jang (1848–1908), konfuzianischer Gelehrter und bedeutender Philologe
- sushu 俗书,  súshū unorthodoxe Schreibweise (nicht nur) durch Laien
- Sun Zhizu 孫志祖 (1737–1801), Verfasser eines Kommentars mit dem Titel Jiayu shuzheng 家語疏證 zum Kongzi jiayu 孔子家語 (Familiengespräche des Konfuzius)

### T
- Taiping yulan 太平御览 (HYDZD 626) (Abk. TPYL)
- Tang-Manuskript des Zhuangzi (aus Dunhuang)
- Tangyun zheng 唐韻正 (20 juan)
- Tao Fangqi 陶方琦 (1845–1884)
- Tao Hongqing 陶鸿庆 (1859–1918), Zhaji (Du Liezi zhaji 读列子札记 / Du Shangjunshu zhaji 读商君书札记, in: Du zhuzi zhaji 读诸子札记)
- Taoistischer Kanon (Daozang)
- Tiantaishan ji 天台山記 von Xu Lingfu 徐靈符 (ca. 760–841)
- Tianzhong ji 天中記 von Chen Yaowen (um 1550) (ChK: Tianzhongji 天中記)
- Tongdian 通典, Du You 杜佑 (735–812)
- TPYL = Taiping yulan (nach Kapitelnummern zitiert)
- tuo 脫 / 脱,  tuō ausgelassen (Fehlen von Text)

### U
[kein Eintrag]

### V
[kein Eintrag]

### W
- wahre Bedeutung (zhengyi 正義)
- Wang Guowei 王国维 (1877–1927), Intellektueller, der sowohl als Literaturkritiker als auch als Historiker tätig war
- Wang Li 王力, Linguist und Philologe, der sich auch mit Textkritik befasste
- Wang Niansun 王念孙 (1744–1832), Textkritiker und Gelehrter, Dushu zazhi
- Wang Shirun 王时润, Shangjunshu jiaoquan 商君書斠詮, Shangjunshu jijie 商君书集解
- Wang Shumin 王叔岷 (1914–2008), Historiker und Linguist, ein Textkritiker, dessen Forschungsinteressen vor allem in den Bereichen der chinesischen Gelehrten bzw. Philosophen aus der Vor-Qin-Zeit (先秦諸子) und der Textkritik 校讎學 lagen. Jiaochou tongli 校雠通例 (90 bzw. erweitert 122 Fehlerarten)
- Wang Wenbi 王文璧, Verfasser des Zhongzhou yinyun 中州音韻 (Reime der zentralen Provinzen), Reimwörterbuch
- Wang Xianqian 王先谦 (1842–1917), Zhuangzi jijie 庄子集解 (ZZJC, ZHSJ)
- Wang Xianshen 王先慎 (1859–1922), Han Feizi jijie 韩非子集解 (ZZJC, ZHSJ)
- Wang Yinzhi 王引之 (1766–1834)
- Wang Yuanze 王元泽, Nanhua zhenjing xinzhuan 南华真经新传 Daozang Nr. 503-506 = Wang Pang 王雱 (1042–1076)
- Wang Zhongmin 王重民 (1903–1975)
- Wei Zhao 韋昭 / 韦昭 (201–273), Guoyu zhu 国语注
- Wen Ruhai 文如海 (Tang-Dynastie)
- Wenxin diaolong 文心雕龍,  Wénxīn diāolóng, literaturkritisches Werk von Liu Xie (um 465–522)
- Wenxuan 文选/文選 (Anthologie), Xiao Tong 萧统
- wenyi 文義 / 文义,  wényì Textbedeutung
- Wenzi 文子 Wénzǐ (daoistischer Text)
- wu 誤 / 误,  wù Fehler; Irrtum
- Wu Cailao 吳才老, der Volljährigkeitsname von Wu Yu 吳棫 (ca. 1100–1154)
- Wujing zhengyi 五经正义 (Wahre Bedeutung der Fünf Klassiker) war auf kaiserlichen Befehl von 642 kompiliert
- Wuyin jiyun 五音集韵 (HYDZD 1258), Han Daozhao 韩道昭
- Wu Yu 吳棫 (ca. 1100–1154)

### X
- Xiang Xiu 向秀 (227–272)
- Xi Tong 奚侗 (1878–1939): Zhuangzi buzhu 庄子补注
- Xiaojing 孝经
- xingwu 形误 falsch geschriebene Schriftzeichen (Wörter, die morphologisch oder phonetisch fehlerhaft (oder phonetisch entlehnt) sind)
- Xinxu 新序 von Liu Xiang (Han-Dynastie)
- Xiong Zhong 熊忠, Gujin yunhui juyao 古今韵会举要 / 古今韻會舉要
- Xu Lingfu 徐靈符 (ca. 760–841) = Mo Xizi 默希子

### Y
- yan 衍 yǎn überflüssig (Schriftzeichen)
- Yan Fu 严复 (1854–1921)
- Yan Kejun 严可均 (1762–1843)
- Yan Lingfeng 嚴靈峰 (1903–1999), Wuqiubeizhai Zhuangzi jicheng chubian 無求備齋莊子集成初編, ed.
- Yanzi chunqiu 晏子春秋 (ZZJC)
- Yang Shen 杨慎 (1488–1559)
- Yigupai 疑古派 Yígǔpài Zweifel-am-Altertum-Schule, auch 古史辨派, Gǔshǐ biàn pài, eine geschichtswissenschaftliche Forschungsströmung
- Yili 仪礼 (HYDZD 4)
- Yin Jingshun 殷敬顺 (Tang-Dynastie): Liezi shiwen 列子釋文
- Yilin 意林 von Ma Zong 马总 (HYDZD 547)
- Yiwen leiju 艺文类聚 von Ouyang Xun 欧阳询 # Yìwén lèijù (chinesisch 藝文類聚 bzw. 艺文类聚, „Nach Sachgruppen geordnete Sammlung von literarischen Texten“) ist eine chinesische Enzyklopädie
- yin-yi 音義 / 音义,  yīn-yì Aussprache und Bedeutung eines Textes
- Yin Zhizhang 尹知章 (gest. 718) Kommentar (zhu)
- Yuhai 玉海, zusammengestellt von Wang Yinglin aus der Südlichen Song-Dynastie
- yi 易 yì Austausch (eines Schriftzeichens)
- Yulan, kurz für Taiping yulan
- Yupian 玉篇, Gu Yewang 顾野王
- Yu Xingwu 于省吾, Xinzheng 新证
- Yu Yue 俞樾 (1821–1907) (n. d.) Gushu yiyi juli 古書疑義舉例 (Beispiele für strittige Probleme aus den Klassikern). Beijing: Zhonghua Shuju, 1983 # Zhuangzi pingyi 庄子平议
- in der Yuan-Zeit verfasste, mit Abbildungen versehene kommentierte Ausgabe des Zhuangzi
- yun 韻 / 韵,  yùn Reim
- yunbu 韻部 / 韵部,  yùnbù alte Reimklassen
- Yunbu 韻補 (Ergänzung zu Reimen), geschrieben von dem Gelehrten Wu Yu 吳棫 (gest. 1185) aus der Zeit der Südlichen Song-Dynastie. Nachdem Gu Yanwu diesen Text studiert hatte, stellte er sein Yunbu zheng 韻補正 (Korrekturen zu [Wu Yus] „Ergänzung zu Reimen“) zusammen, das 1666 veröffentlicht wurde.
- Yunfu qunyu 韵府群玉 von Yin Shifu 陰時夫/阴时夫 aus der Zeit der Yuan-Dynastie (ChK: Yunfu qunyu 韻府群玉)
- Yunji qiqian 雲笈七籤 (Sieben Zettel aus dem Büchersack der Wolken), Zhang Junfang (ca. 1008–1029)
- Yupian 玉篇 (HYDZD 248)

### Z
- Zang Yong 臧庸 (1767–1811)
- Zeng Yunqian 曾运乾 (1884–1945)
- Zhanguo ce 戰國策 / 战国策 („Strategien der Streitenden Reiche“), Werk über die Zeit der Streitenden Reiche von Liu Xiang aus der Zeit der Westlichen Han-Dynastie
- Zhang Binglin 章炳麟 (1869-1936), auch bekannt als Zhang Taiyan
- Zhang Chengsun 張成孫 (1789–?)
- Zhang Chunyi 张纯一 (20. Jhd.), Yanzi chunqiu jiaozhu 晏子春秋校注 [ZZJC]
- Zhang Junfang 張君房 (ca. 1008–1029), Yunji qiqian 雲笈七籤 (Sieben Zettel aus dem Büchersack der Wolken)
- Zhang Taiyan 张太炎 (Zhang Binglin)
- Zhang Zhan 张湛 (4. Jhd.), schrieb den Kommentar (zhu) zur heutigen Version des Liezi (Liezi zhu 列子注)
- Zhang Zhichun 张之纯, Pingzhu zhuzi jinghua lu 评注诸子菁华录 / 評註諸子菁華錄
- Zhao Jianyi 赵谏议, Zhuangzi-Ausgabe, Textausgabe nur mit Guo Xiangs Kommentar, gedruckt zwischen 1163 und 1190, aber basierend auf einer Ausgabe der Zeit der Nördlichen Song-Dynastie
- Zhao Yongxian 赵用贤 (1535–1596)
- Yuen Ren Chao 赵元任,  Zhào Yuánrèn (1892–1982)
- Zheng Kaofu 正考父, aus dem Staat Song in der Frühlings- und Herbstperiode, ein entfernter Vorfahre von Konfuzius
- zhengwen 正文,  zhèngwén Haupttext
- Zheng Xiang 鄭庠 (Östliche Jin-Dynastie)
- zhengyi 正義 „wahre Bedeutung“ / „orthodoxe Auslegung“
- Zhongyuan yinyun 中原音韻 von Zhou Deqing 周德清 (1277-1365), Reimwörterbuch (ChK: Zhongyuan yinyun 中原音韻)
- Zhongzhou yinyun 中州音韻 (Reime der zentralen Provinzen), ein Reimwörterbuch des Ming-zeitlichen Gelehrten Wang Wenbi 王文璧 (ChK: Zhongzhou yinyun 中州音韻)
- zhouwen 籀文,  zhòuwén große Siegelschrift (in der Zhou-Dynastie, etwa 11. Jh. - 256 v. u. Zeit)
- Zhou Deqing 周德清 (1277–1365), Verfasser des Zhongyuan yinyun 中原音韻, eines Reimwörterbuchs
- Zhouli 周礼 (HYDZD 5)
- Zhouyi 周易 (HYDZD 1)
- Zhonghua shuju 中华书局, Abk. ZHSJ
- zhu 註 / 注,  zhù Kommentar, siehe auch shu 疏 shū Subkommentar
- Zhu Bian 朱弁 (1085–1144), Verfasser eines Wenzi-Kommentares
- Zhu Dongguang 朱东光
- Zhu Junsheng 朱骏声 (1788–1858), Shuowen tongxun dingsheng 说文通训定声
- Zhu Shizhe 朱師轍 / 朱师辙 (1879–1969), Shangjun shu jiegu dingben 商君書解詁定本
- zhushu 註疏 / 注疏,  zhùshū ① Kommentare und Unterkommentare / Kommentare und Subkommentare, z. B. Shisanjing zhushu (chinesisch 十三經注疏 / 十三经注疏 – „Kommentare und Subkommentare zu den Dreizehn Kanonischen Büchern“) ② Erläuterung; Anmerkung
- zhuwen 註文 / 注文,  zhùwén Kommentartext; Anmerkungen
- zhuanwen 篆文,  zhuànwén Kleine Siegelschrift ([xiao]zhuanwen # zhuanzi 篆字 zhuànzì Siegelschrift)
- zhuanxie 轉寫 / 转写,  zhuǎnxiě überliefernde Abschrift
- Zhuang Kuiji 莊逵吉 (1760–1813), Ausgabe des Huainanzi
- Zhuangzi 庄子 (HYDZD 16)
- Zhu Guiyao 朱桂曜, Zhuangzi neipian zhengbu 庄子内篇证补 (ein Ergänzungskommentar zu den Inneren Kapiteln des Zhuangzi)
- Zhuzi jicheng 诸子集成, Abk. ZZJC (Zhonghua-Verlag)
- Zi Huazi 子華子/子华子 („Meister Zihua“), ein einem gewissen Cheng Ben 程本 zugeschriebener Text (ChK: Zihuazi 子華子)
- Zihui 子汇 (ChK: Zihui 子彙)
- Zuozhuan 左传 oder Chunqiu Zuozhuan (春秋左傳 / 春秋左传)